# Graublasser Milchling
Der Graublasse Milchling (Lactarius albocarneus) ist eine Pilzart aus der Familie der Täublingsverwandten (Russulaceae). Es ist ein ziemlich kleiner bis mittelgroßer Milchling mit einem blass fleischfarbenen und sehr schleimigen, ungezonten Hut und einem klebrigen Stiel. Daher wird er auch Schleimigblasser Milchling oder Klebriger Milchling genannt. Der Graublasse Milchling wächst meist gesellig in frischen bis nassen Gebirgsnadelwäldern bei Tannen, seltener bei Fichten. Die Fruchtkörper des scharf schmeckenden und ungenießbaren Milchlings erscheinen von Juli bis Oktober im Hügel- und Bergland.

## Merkmale

### Makroskopische Merkmale
Der Hut ist 3–7 cm breit und anfangs flach gewölbt, doch schon bald ist die Hutmitte vertieft und der anfangs eingebogene Hutrand unregelmäßig wellig verbogen. Die Oberfläche ist meist von einer dicken Schleimschicht überzogen und blass fleischfarben, isabellfarben oder blassgrau bis grauviolett gefärbt. Er ist mehr oder weniger einheitlich gefärbt und weder gezont noch gefleckt. Auf Druck hin verfärbt der Hut sich schwärzlich grau, während er trocken silbrig bereift oder seidig glänzend erscheint.
Die oft untermischten Lamellen sind am Stiel breit angewachsen oder laufen kurz daran herab. Sie sind anfangs weißlich cremefarben und später hellocker gefärbt. Sie milchen bei Verletzung und werden dann gelblich rostfleckig. Das Sporenpulver ist gelblich.
Der weißliche Stiel ist 3–7 cm lang und bis 1–1,5 cm breit, anfangs ausgestopft und erst im Alter hohl und dann oft ockerfuchsig gefleckt. Im feuchten Zustand ist die glatte bis etwas längsaderige Oberfläche schleimig, bei Trockenheit glänzend.
Das biegsame, weißliche Fleisch gilbt bei Verletzung langsam. Es riecht angenehm obstartig und schmeckt scharf und bitter. Auch die dünne, weißliche und blass schwefelgelblich eintrocknende Milch schmeckt brennend scharf.

### Mikroskopische Merkmale
Die rundlichen bis breitelliptischen Sporen sind durchschnittlich 8,3–8,9 µm lang und 6,8–7,5 µm breit. Der Q-Wert (Quotient aus Sporenlänge und -breite) ist 1,1–1,3.
Das Sporenornament ist bis 0,7 (1) µm hoch und besteht aus Warzen und Rippen, die teilweise zebrastreifenartig angeordnet und häufig miteinander verbunden sind, aber nur vereinzelt geschlossene Maschen bilden, während isoliert stehende, oft gratig verlängerte Warzen recht häufig vorkommen. Der Hilarfleck ist im äußeren Bereich amyloid.
Die zylindrischen, keuligen, bauchigen Basidien messen 37–55 × 8–12 µm und haben meist 4 Sterigmen. Die lanzettförmigen Pleuromakrozystiden sind ziemlich zahlreich und messen 65–100 × 8–10 µm, sie ragen weit hervor und sind manchmal blass gelblich gefärbt. Die Lamellenschneiden sind heterogen. Neben den Basidien gibt es zahlreiche, schmal spindelige bis pfriemförmige Cheilomakrozystiden, deren Spitze manchmal perlschnurartig geformt ist. Sie sind 30–70 µm lang und 6,5–10 µm breit.
Die Huthaut (Pileipellis) ist ein 200–300 µm dickes Ixotrichoderm, aus unregelmäßig verflochtenen, mehrheitlich aufsteigenden, durchscheinenden Hyphen, die 2–3 µm breit sind.

## Artabgrenzung
Der Graublasse Milchling ist gekennzeichnet durch seinen auffallend schleimigen, hellen Hut und Stiel und die leicht und langsam gilbende Milch. Außerdem wächst der Milchling meist bei Tannen. Hellere Fruchtkörper des Nordischen Milchlings (Lactarius trivialis), die ebenfalls einen schleimigen Hut haben, können recht ähnlich aussehen. Der Nordische Milchling ist jedoch meist deutlich größer und mit Fichten oder Birken vergesellschaftet. Außerdem haben dessen Sporen ein Ornament, das mehrheitlich aus einzelnen, isoliert stehenden Warzen besteht. Im Buchenwald findet man den Graugrünen Milchling (Lactarius blennius), der ebenfalls einen schleimigen, aber meist dunkler gefärbten, graugrünen Hut hat. Seine Milch trocknet graugrünlich ein. Noch ähnlicher ist der ebenfalls im Buchenwald vorkommende Falbe Milchling (Lactarius pallidus) mit einem oft schleimigen, blass cremefarbenen Hut. Neben dem Standort unterscheidet sich dieser Milchling durch seine niemals netzig ornamentierten Sporen.

## Ökologie
Der Graublasse Milchling ist ein Mykorrhizapilz, der vorwiegend mit Nadelbäumen vergesellschaftet ist. Dabei geht er besonders gern mit Weißtannen eine symbiotische Partnerschaft ein, aber auch Fichten können als Wirt dienen.
Man findet den Milchling daher in Buchen-Tannen-, Tannen-, Fichten-Tannen- und Fichtenwäldern auf feuchten bis staunassen und meist verlehmten Böden, die mehr oder weniger basenreich aber nährstoffarm sind, aber nicht selten oberflächlich stark abgesauert und mit Moosen überdeckt sind. Mitunter findet man ihn auch an entsprechenden Stellen in Buchen- und Schattenhangwäldern sowie in Fichtenforsten.
Die Fruchtkörper erscheinen meist gesellig zwischen Juli und Oktober. Der Milchling wächst meist im höheren Hügel- oder Bergland.

## Verbreitung

Verbreitung des Graublassen Milchling in Europa. Grün eingefärbt sind Länder, in denen der Milchling nachgewiesen wurde. Grau dargestellt sind Länder ohne Quellen oder Länder außerhalb Europas.

Der Milchling ist eine überwiegend europäische Art, der in West- (Frankreich) in Mitteleuropa der Schweiz, Süddeutschland, Österreich und Südtirol weit gestreut vorkommt. Nordwärts findet man ihn bis Dänemark.
In Deutschland ist er bis auf ein paar wenige Streufunden auf Baden-Württemberg und Bayern beschränkt. In Norddeutschland fehlt er weitgehend. Die stark zurückgehende Art ist stark gefährdet (RL2). Auch in der Schweiz ist der Milchling nicht häufig, wenn auch ungefährdet.

## Systematik
Der Milchling wurde 1895 von Max Britzelmayr erstmals beschrieben.
Lactarius glutinopallens F.H. Möller & J.E. Lange  (1940) und Lactarius fascinans im Sinne von G. Bresolda sind taxonomische Synonyme.
Das Artattribut Epitheton albocarneus leitet sich von den lateinischen Adjektiven albus (weiß) und carneus (fleischlich) ab und bezieht sich auf den laut Britzelmayr „blass weißlich oder grau fleischfarben(en)“ Hut.

### Infragenerische Systematik
M. Basso und Heilmann-Clausen stellen den Blassgraue Milchling in die Untersektion Pallidini, die ihrerseits in der Sektion Glutinosi steht. Die Vertreter der Untersektion haben ungezonte, blasse, weißlich- oder rosa-cremefarbene bis ocker-haselbraune Hüte, die flach gewölbt bis flach niedergedrückt sind. Die Milch ist mehr oder weniger unveränderlich oder trocknet grau-creme, grün-creme oder nur cremegelblich ein. Die Sporen sind zebrastreifenartig oder netzig ornamentiert, während die Huthaut ein Ixotrichoderm ist.

## Bedeutung
Der scharf schmeckende Milchling ist kein Speisepilz.